# Újezd pod Troskami

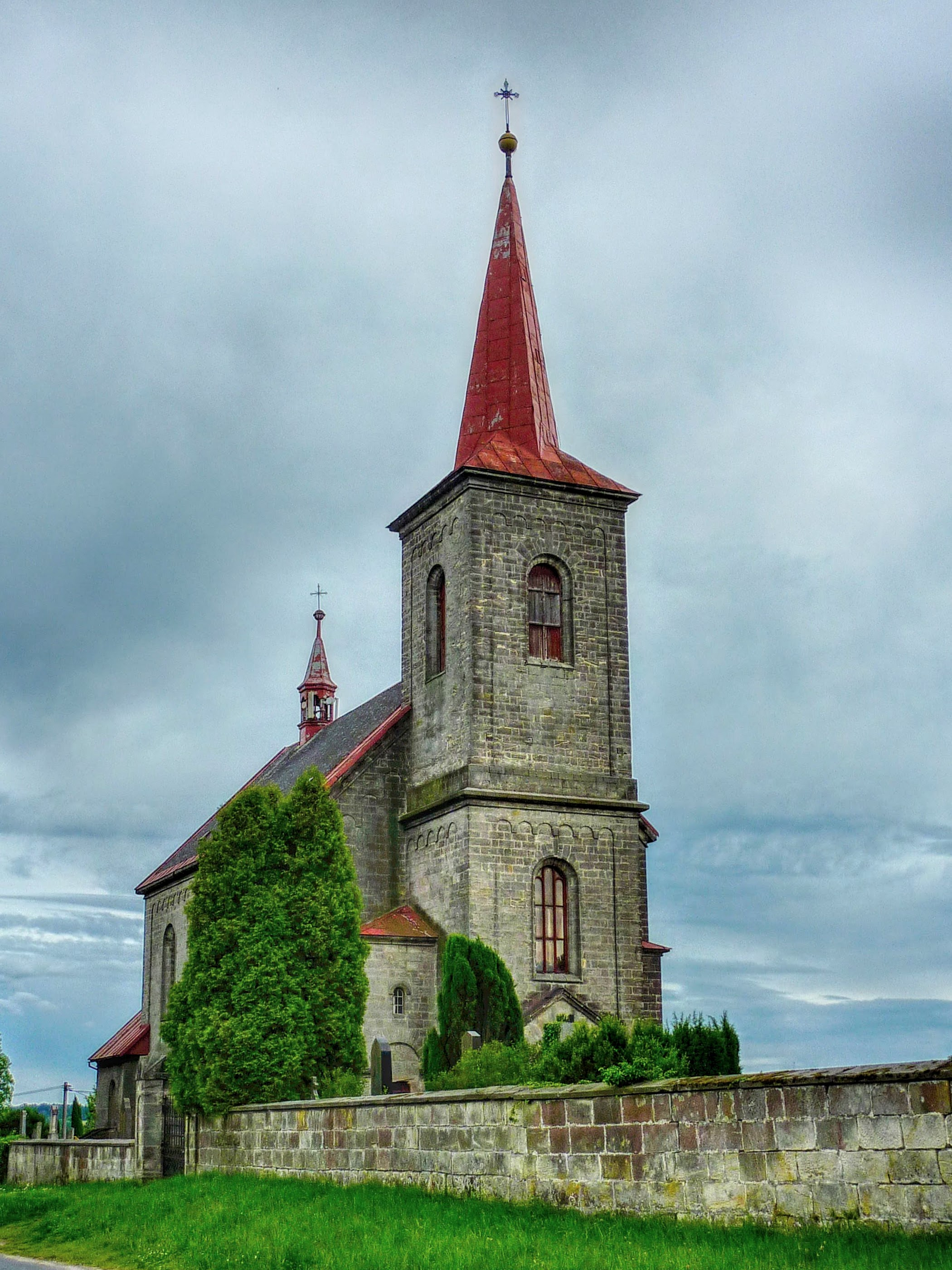
Kirche des Heiligen Johannes des Täufers in Újezd pod Troskami

Újezd pod Troskami (deutsch Ujest bei Turnau) ist eine Gemeinde im Okres Jičín in der Königgrätzer Region in der Tschechischen Republik. Sie hat etwa 400 Einwohner.
Die Gemeinde südöstlich der Burg Trosky liegt im Böhmischen Paradies (Český Ráj).

## Geschichte
Die erste urkundliche Erwähnung des Dorfes stammt aus dem Jahr 1320.

## Gemeindegliederung
Neben dem Dorf Újezd pod Troskami sind folgende Dörfer Verwaltungsteile der Gemeinde: Čímyšl, Hrdoňovice und Semínova Lhota.

## Nachbargemeinden
| Ktová      | Ktová Rovensko pod Troskami                 | Holenice |
| Troskovice | Kompassrose, die auf Nachbargemeinden zeigt | Libuň    |
| Mladějov   | Mladějov Libuň                              | Libuň    |

## Sehenswürdigkeiten
Die Kirche St. Johannes der Täufer wurde in den Jahren 1868 bis 1870 erbaut. 1866 war an gleicher Stelle eine Kirche infolge eines Blitzeinschlags niedergebrannt.